# Karolina Rzewuska
Karolina Rozalia Tekla Rzewuska, aussi connue comme Karolina Sobańska, Karolina Czerkowicz et Caroline Lacroix, née le 25 décembre 1795 et morte le 16 juillet 1885, est une noble polonaise et espionne au service de l'Empire russe.

## Biographie
Fille d'Adam Wawrzyniec Rzewuski, Karolina Rzewuska est la sœur d'Ewelina Hańska, future épouse d'Honoré de Balzac, et du général Adam Rzewuski.
Karolina Rzewuska épouse un officier russe, puis en 1814 Hieronim Sobański, avec lequel elle a un enfant, : Konstancja Honorata Sobańska (1814-1838). Ils se séparent en 1816 et divorcent en 1825. 
On lui prête une amitié d’Alexandre Pouchkine et d’Adam Mickiewicz, dont certains avancent qu'elle est la maîtresse. La correspondance de ce dernier avec Karolina est détruite à sa mort par son fils aîné Władysław.
Pendant l'Insurrection polonaise de novembre 1830 contre le tsar, elle est maîtresse du général russe Ivan Witt qui se distingue par sa cruauté dans les traitements des insurgés. Rzewuska espionne aussi les insurgés polonais exilés à Dresde et en Saxe. 
Considérée comme une traître en Pologne et n'ayant pas la confiance du tsar de Russie, malgré ses services rendus, elle s'installe à Paris en 1836 où elle fréquente le salon des Gudin. En 1837 elle épouse Stéphane Czerkowicz, qui meurt en 1846. Le 6 novembre 1851, elle épouse l'écrivain Jules Lacroix avec lequel elle termine sa vie.